# Szegfű

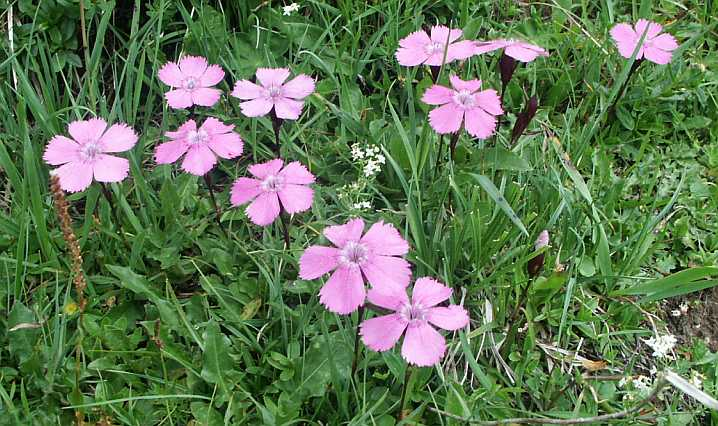
Havasi szegfű (Dianthus alpinus)

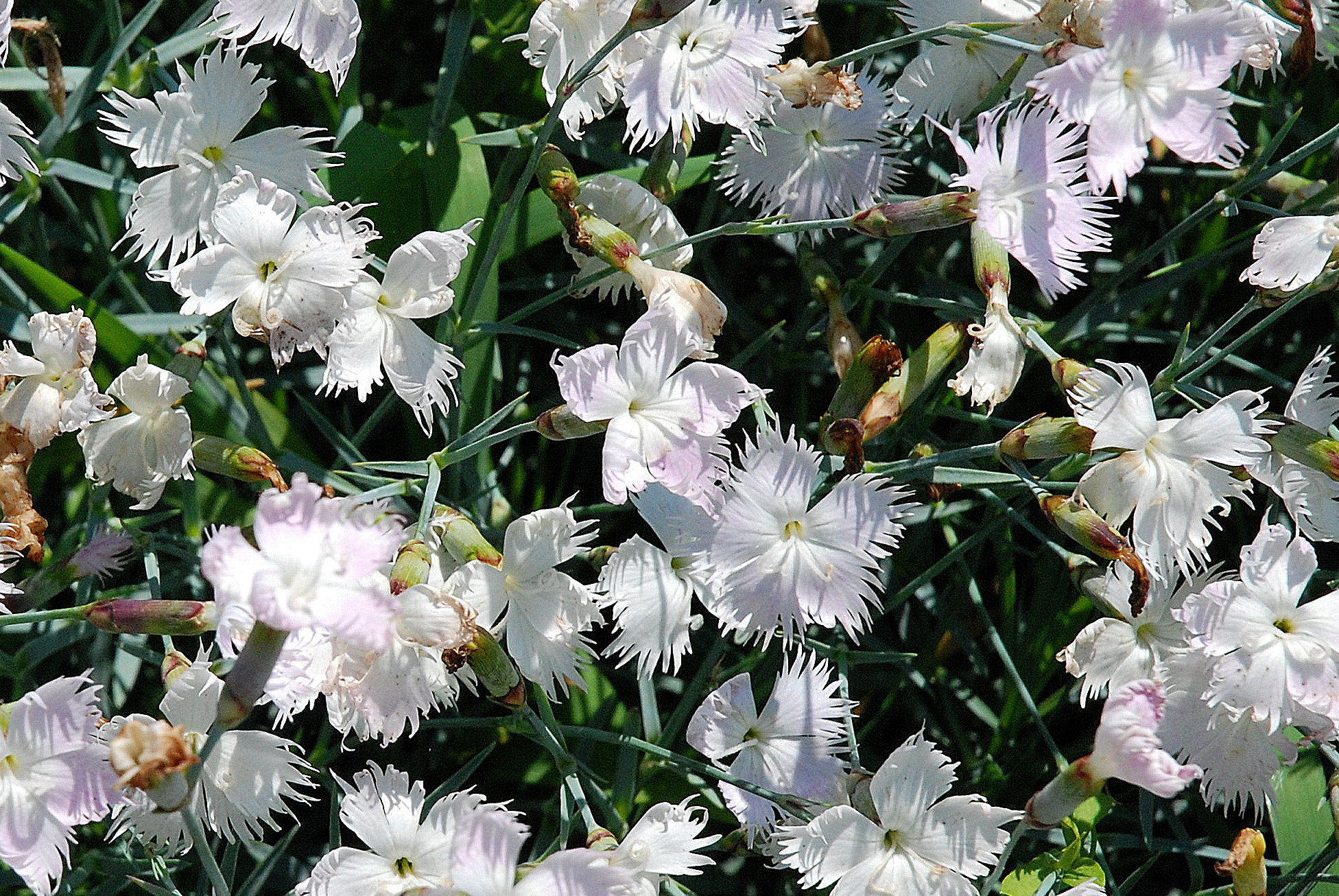
Dianthus anatolicus

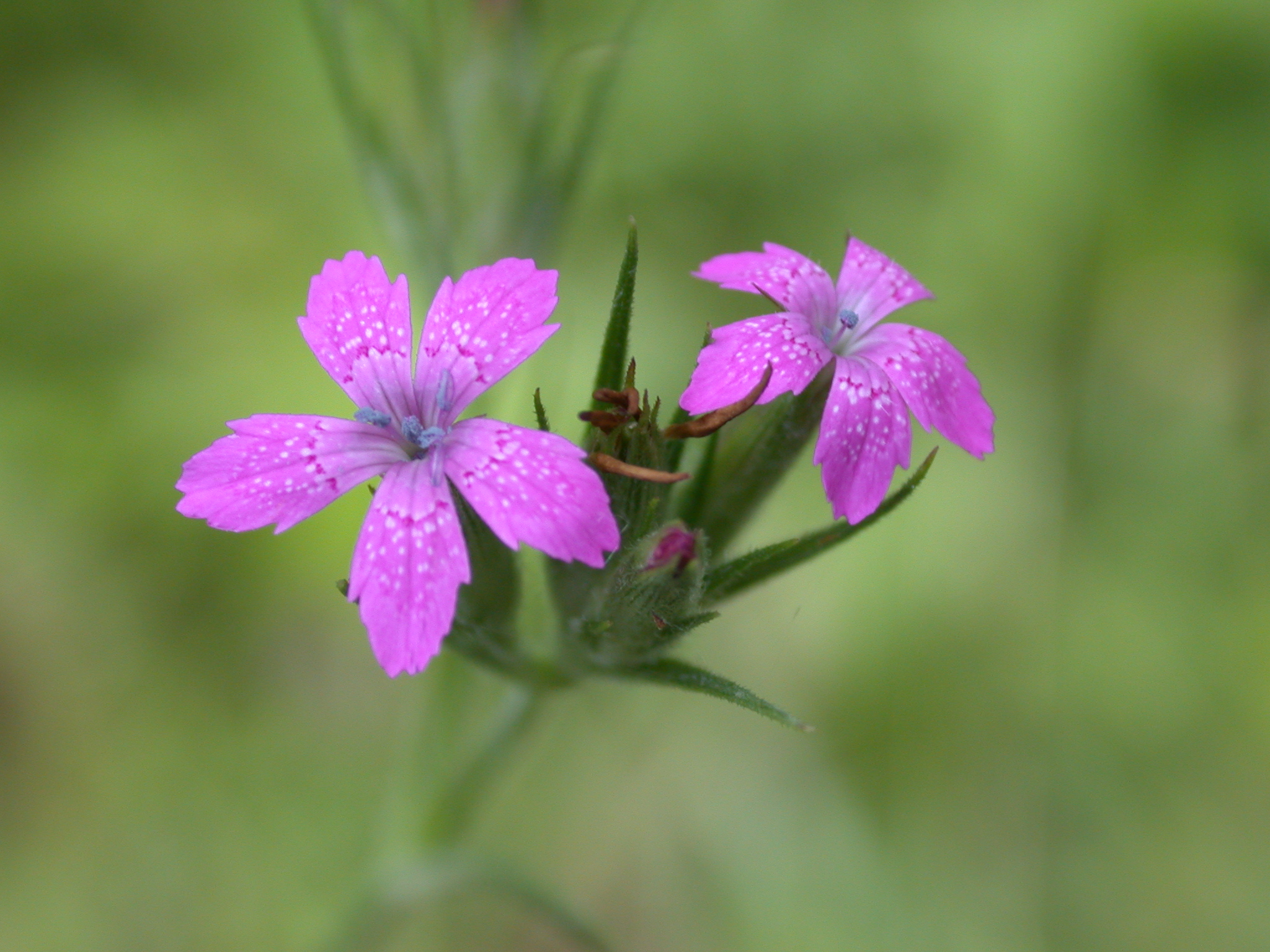
Szeplős szegfű (Dianthus armeria)

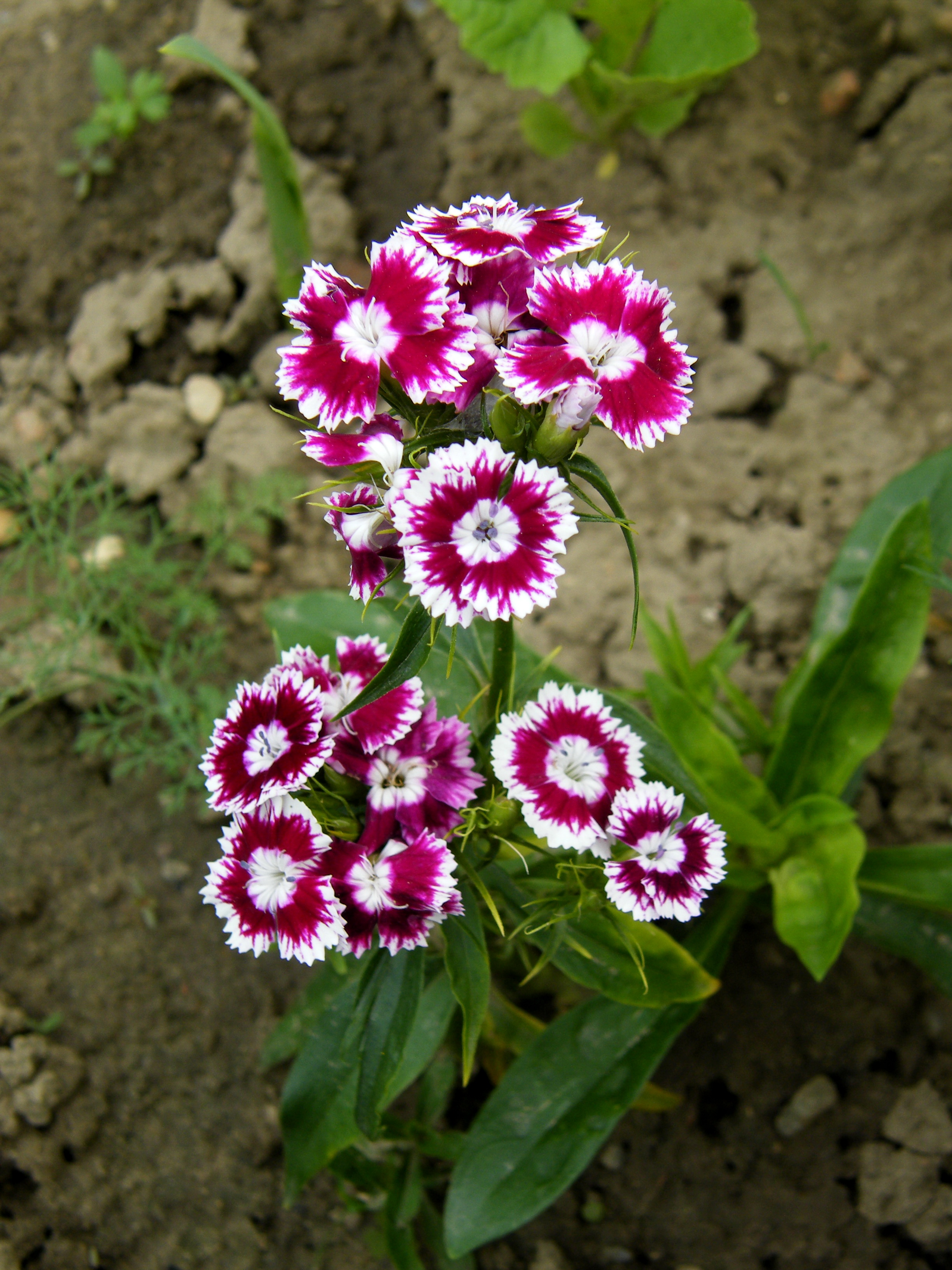
Török szegfű (Dianthus barbatus)

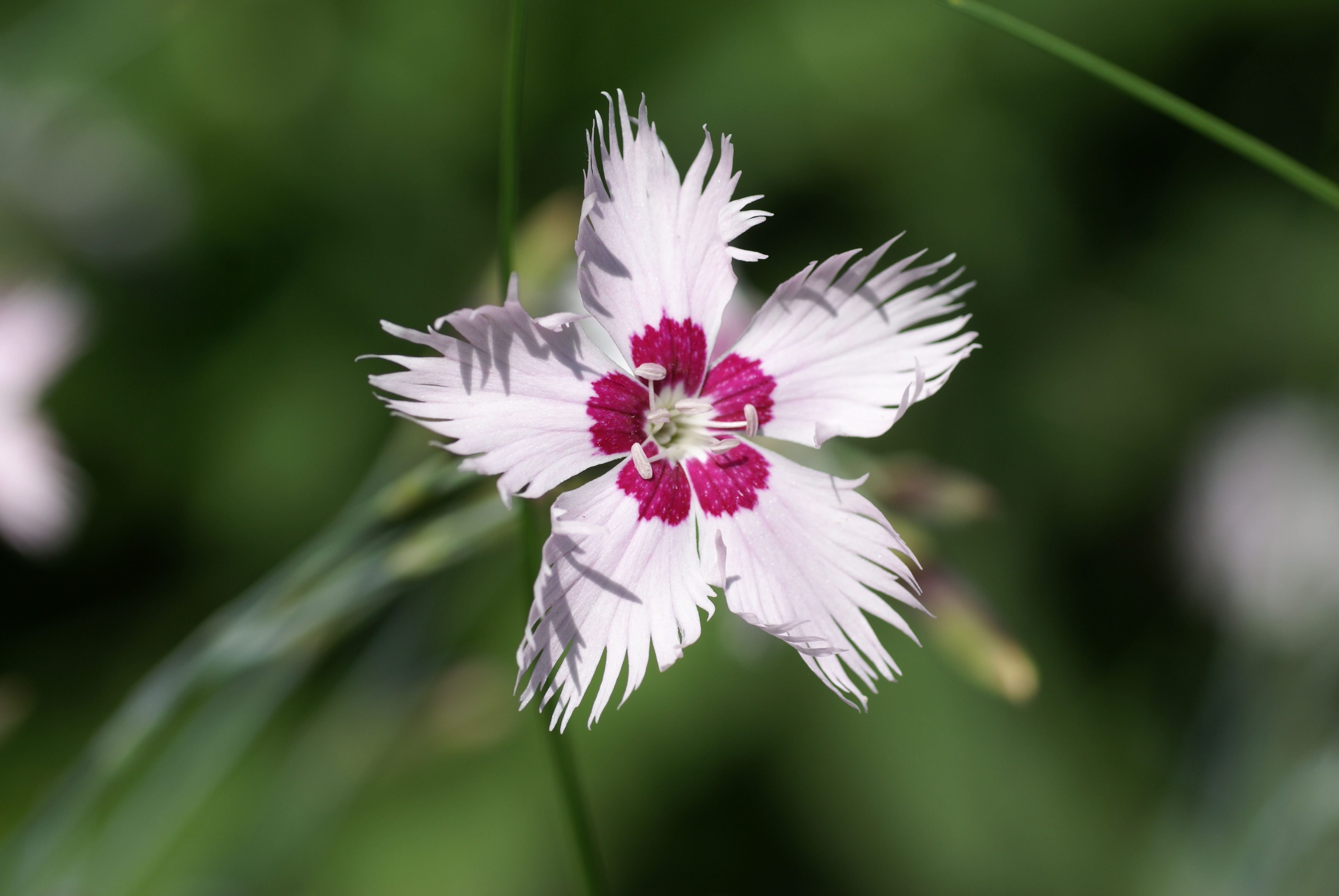
Dianthus bisignanii

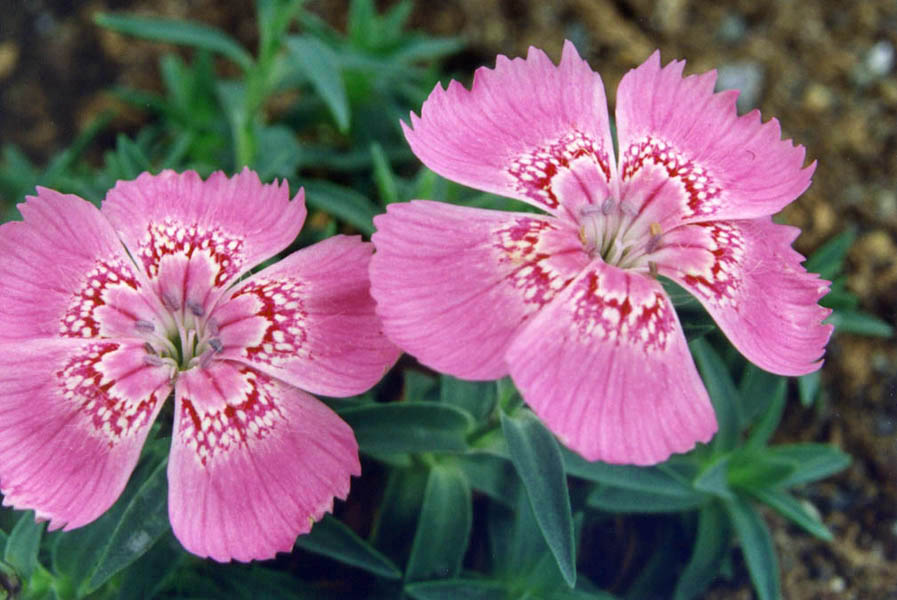
Királykői szegfű (Dianthus callizonus)

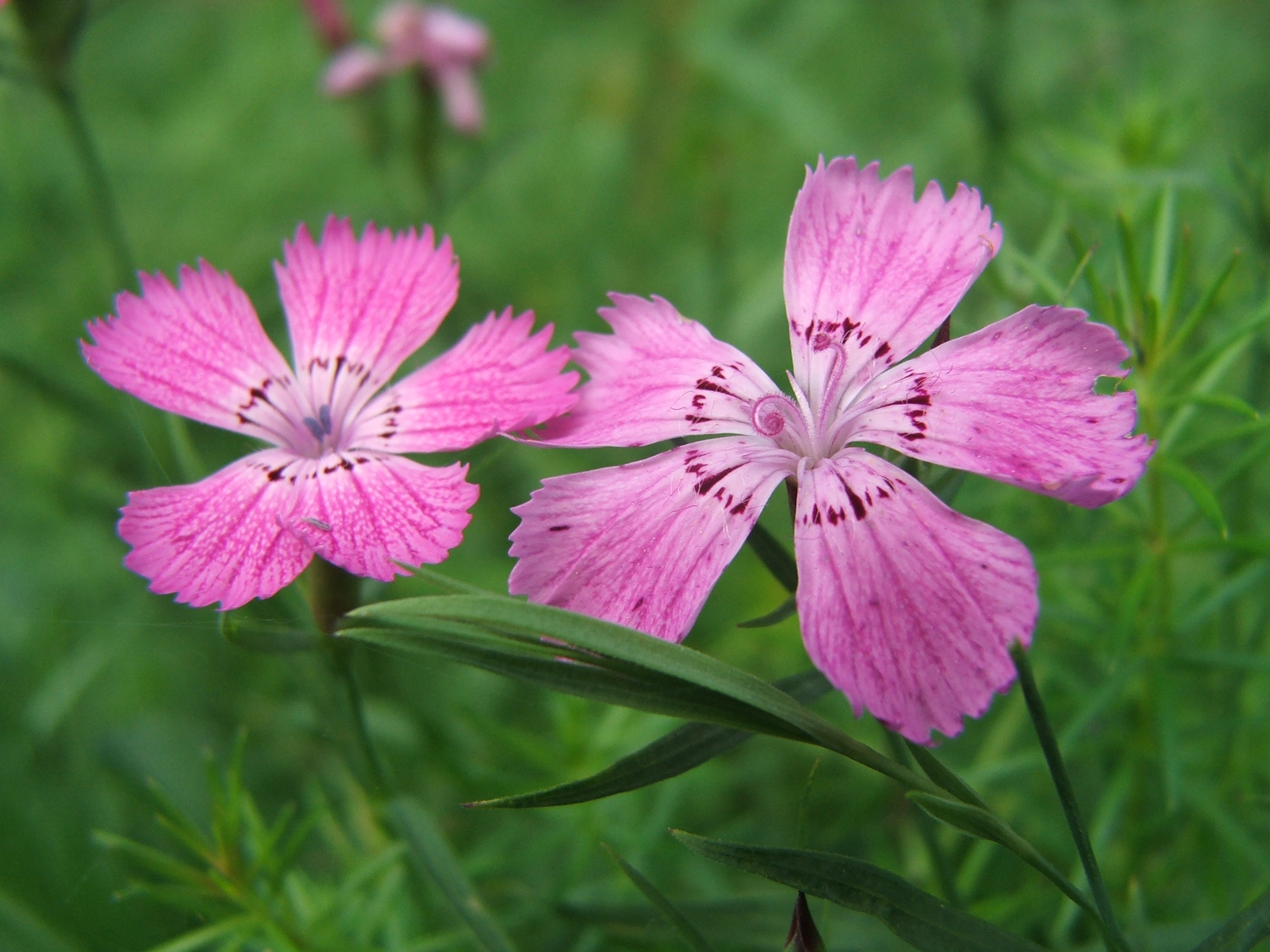
Dunai szegfű (Dianthus collinus)

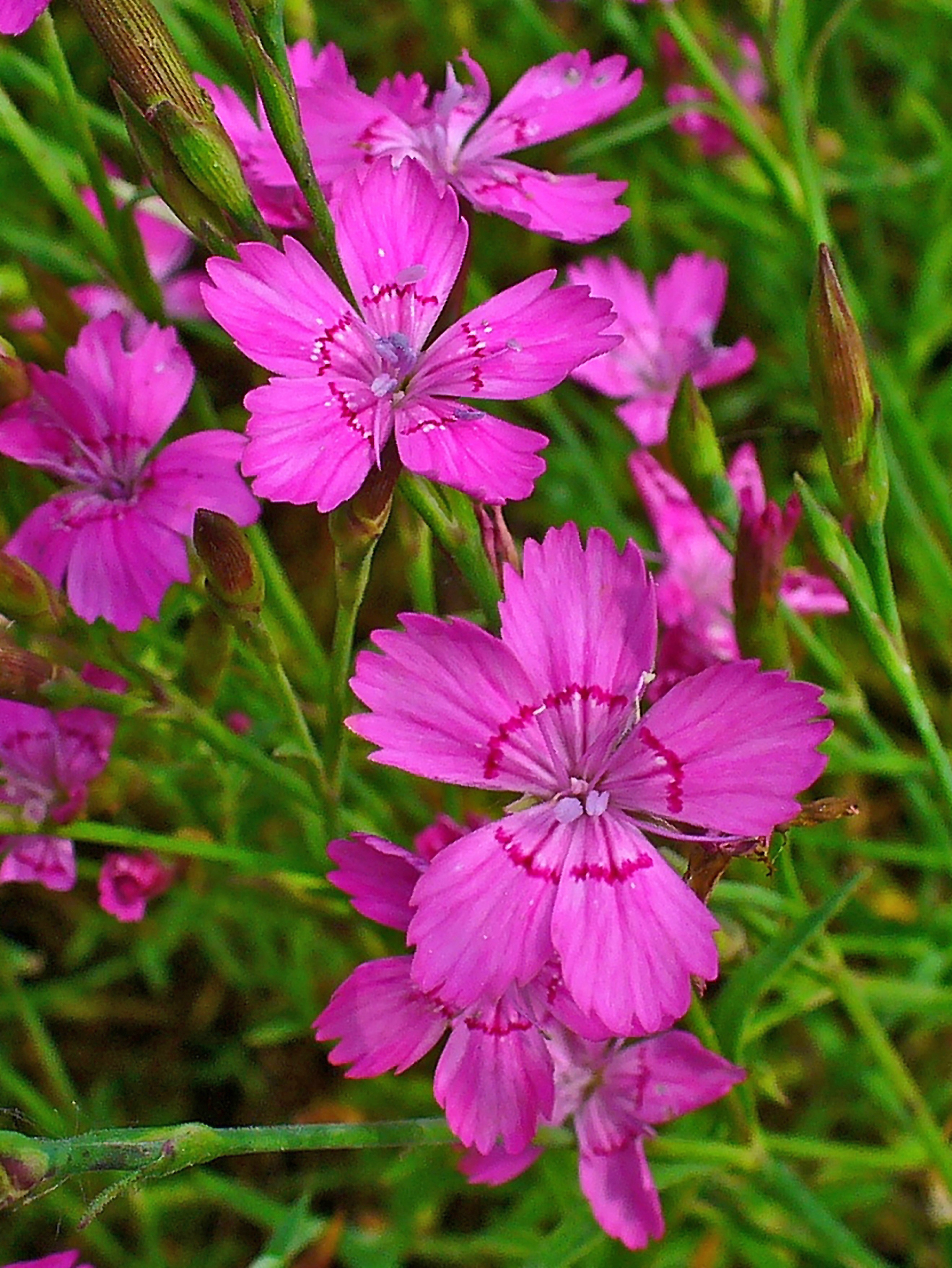
Réti szegfű (Dianthus deltoides)

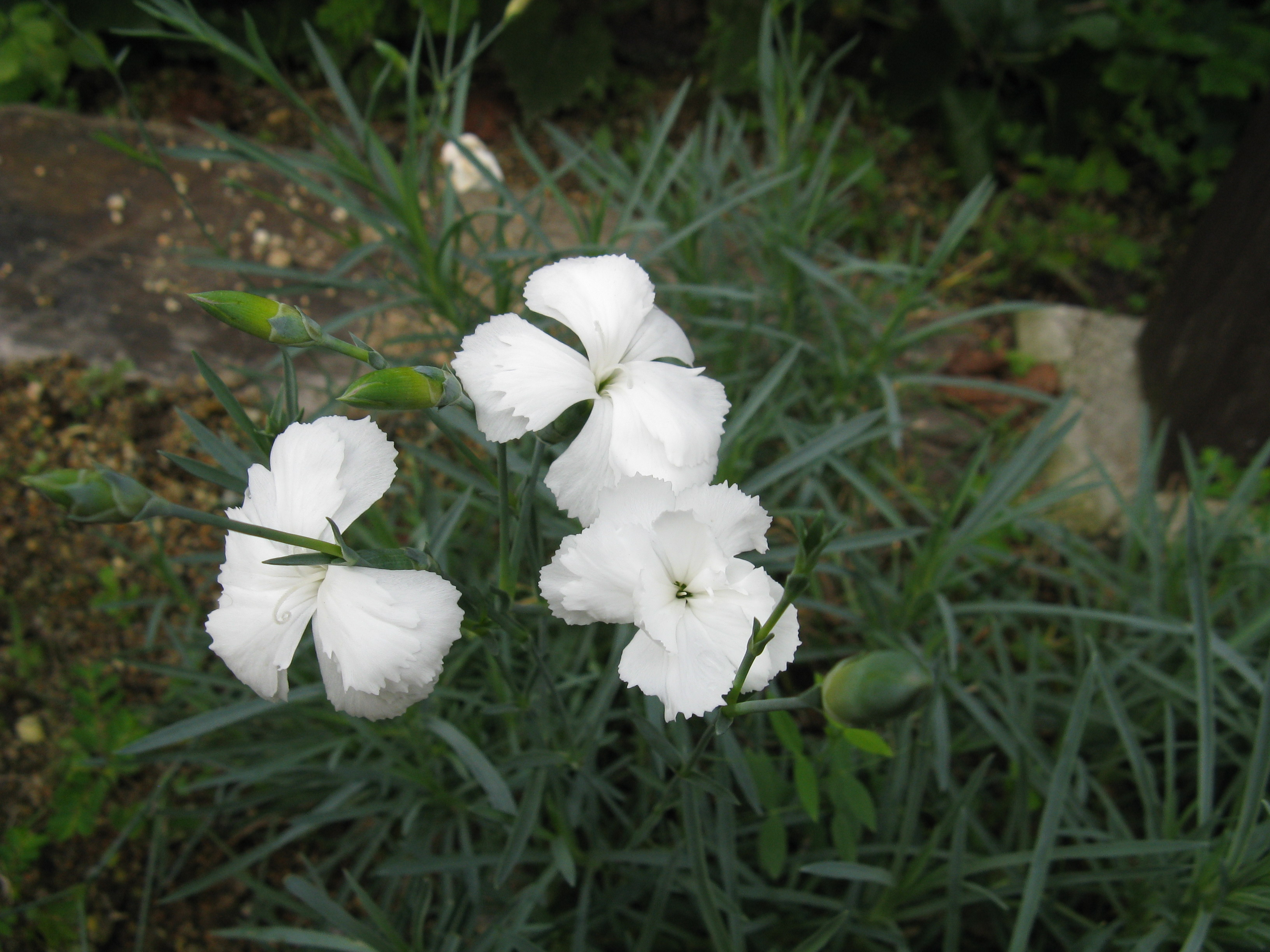
Dianthus furcatus

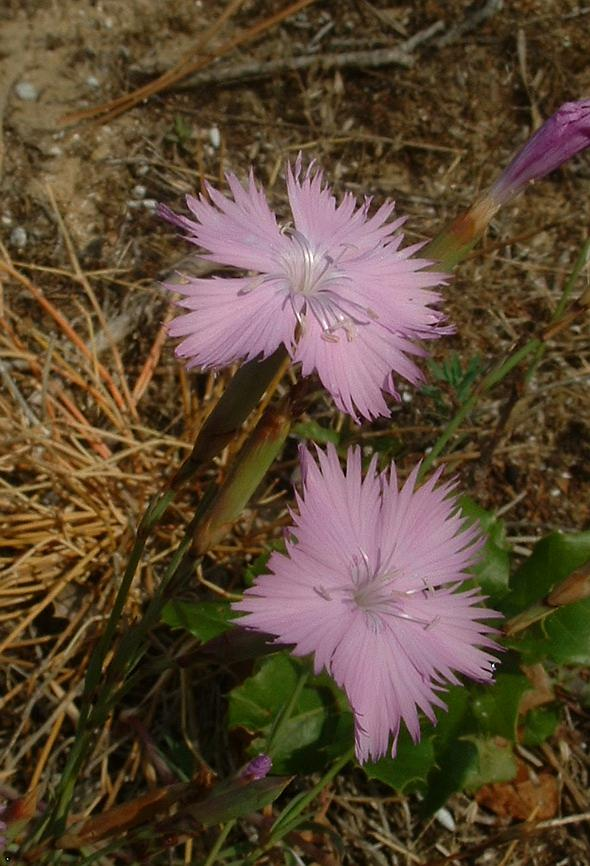
Dianthus gallicus

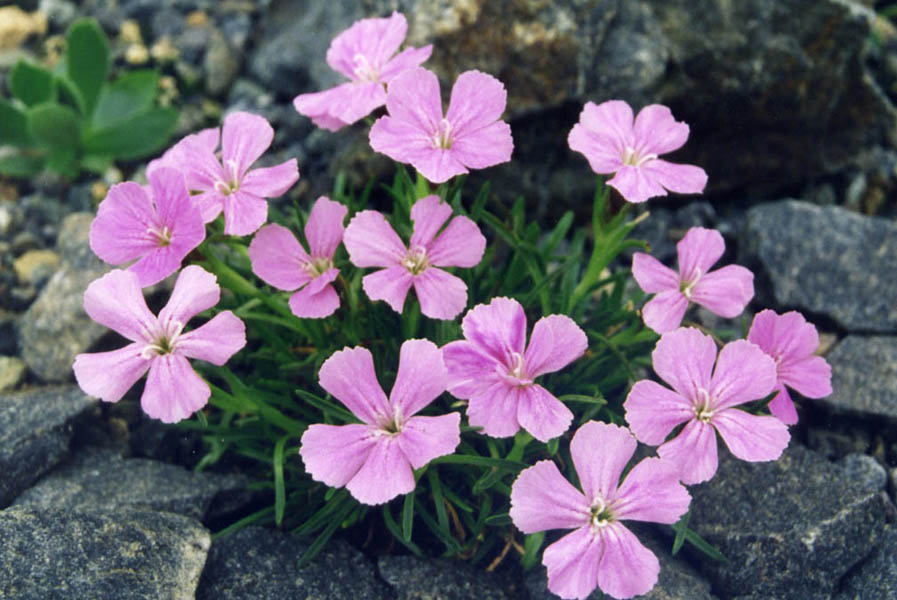
Dianthus glacialis

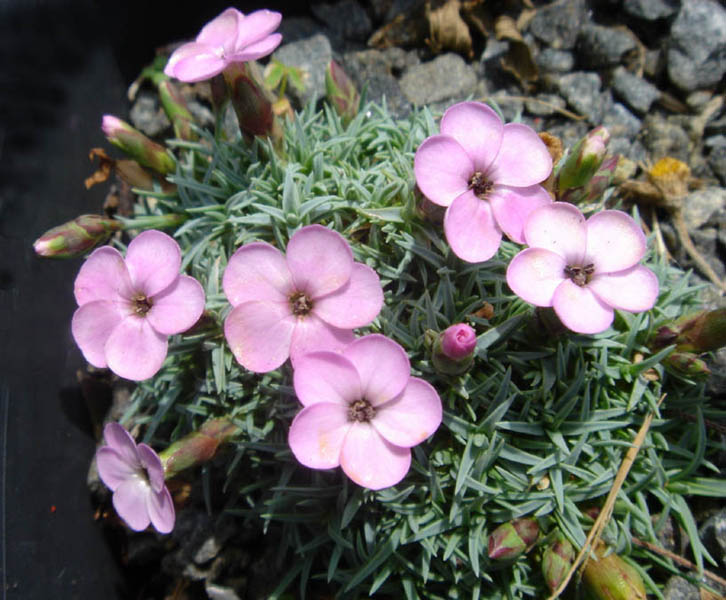
Dianthus gratianopolitanus

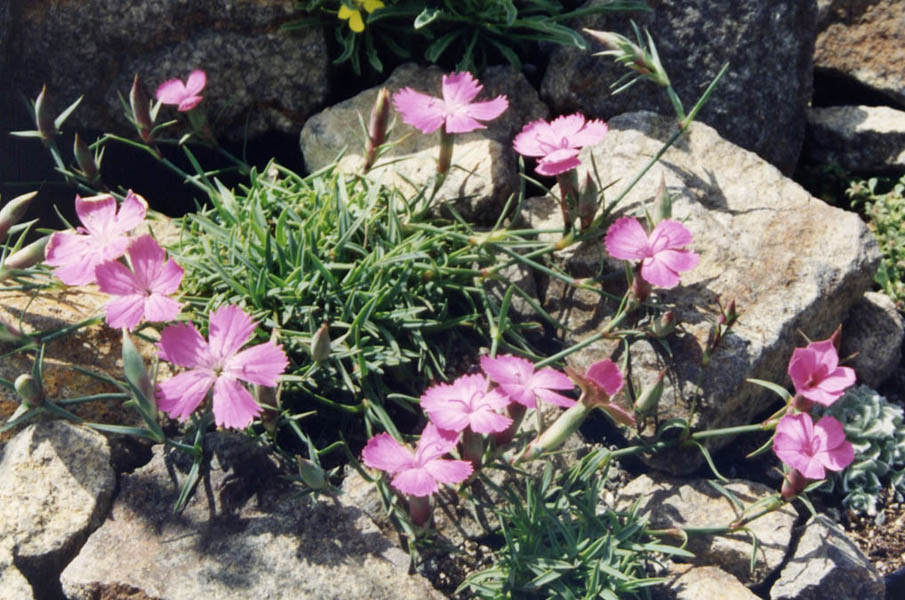
Dianthus haematocalyx

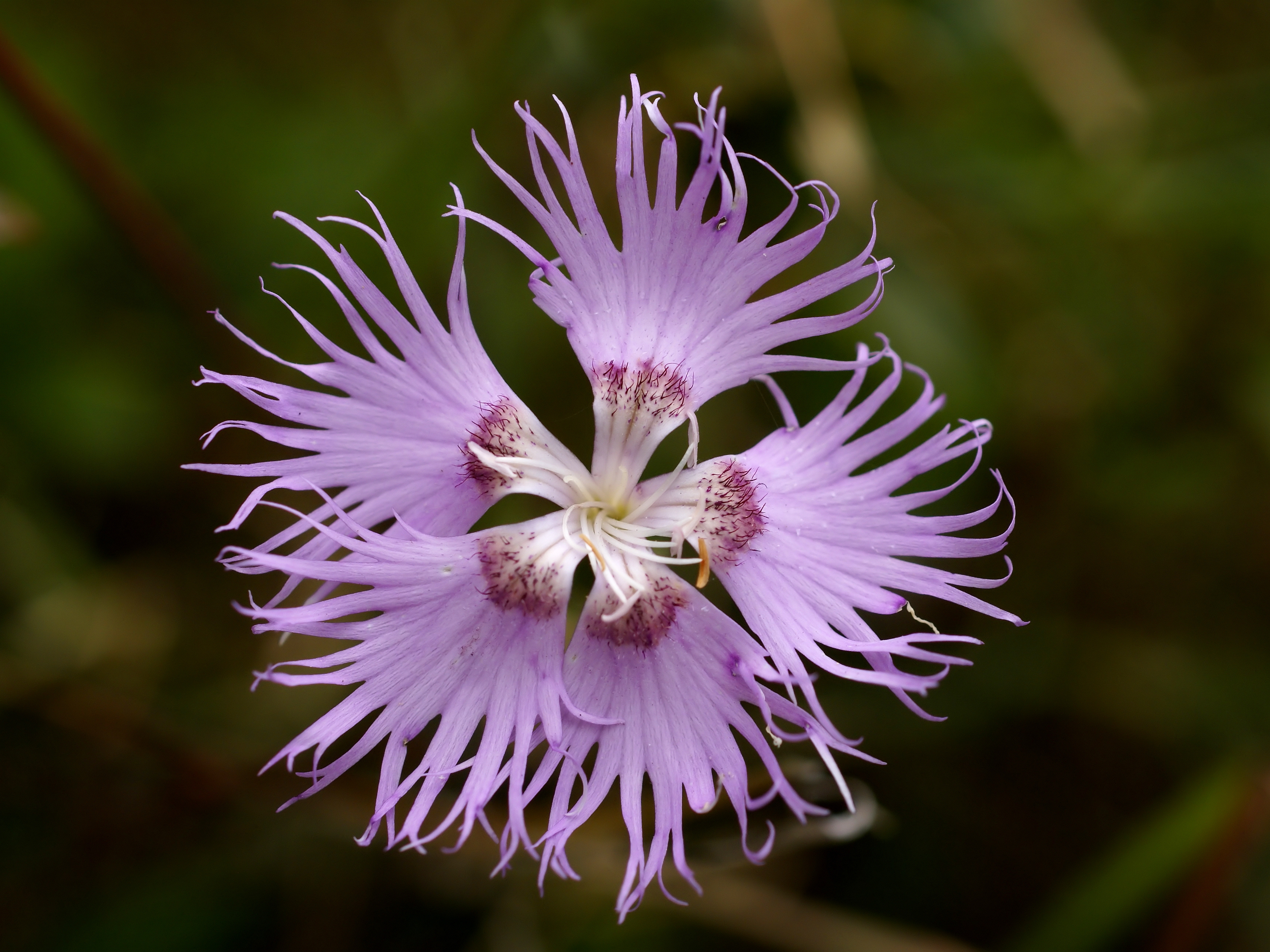
Dianthus hyssopifolius

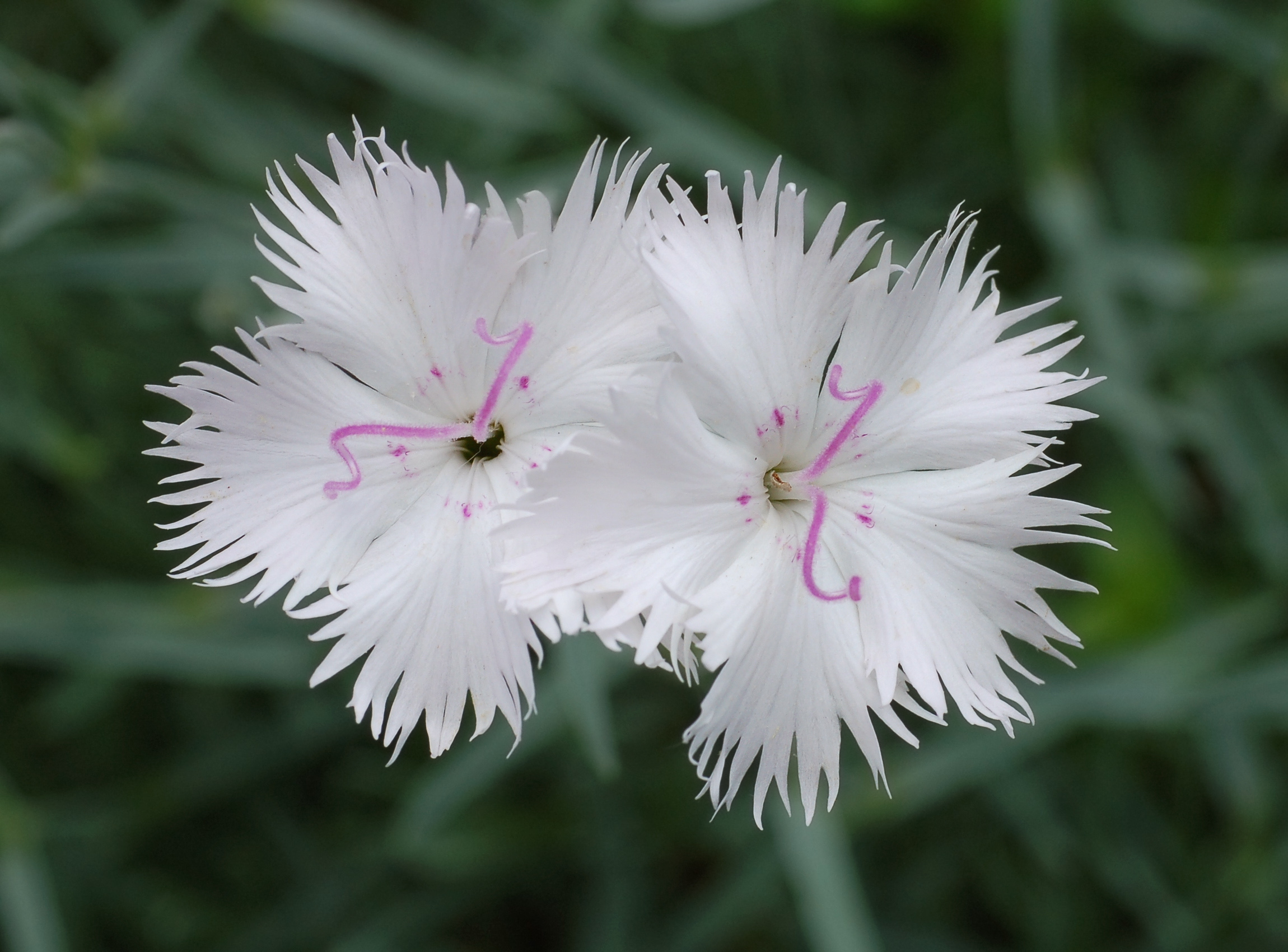
Dianthus japonicus

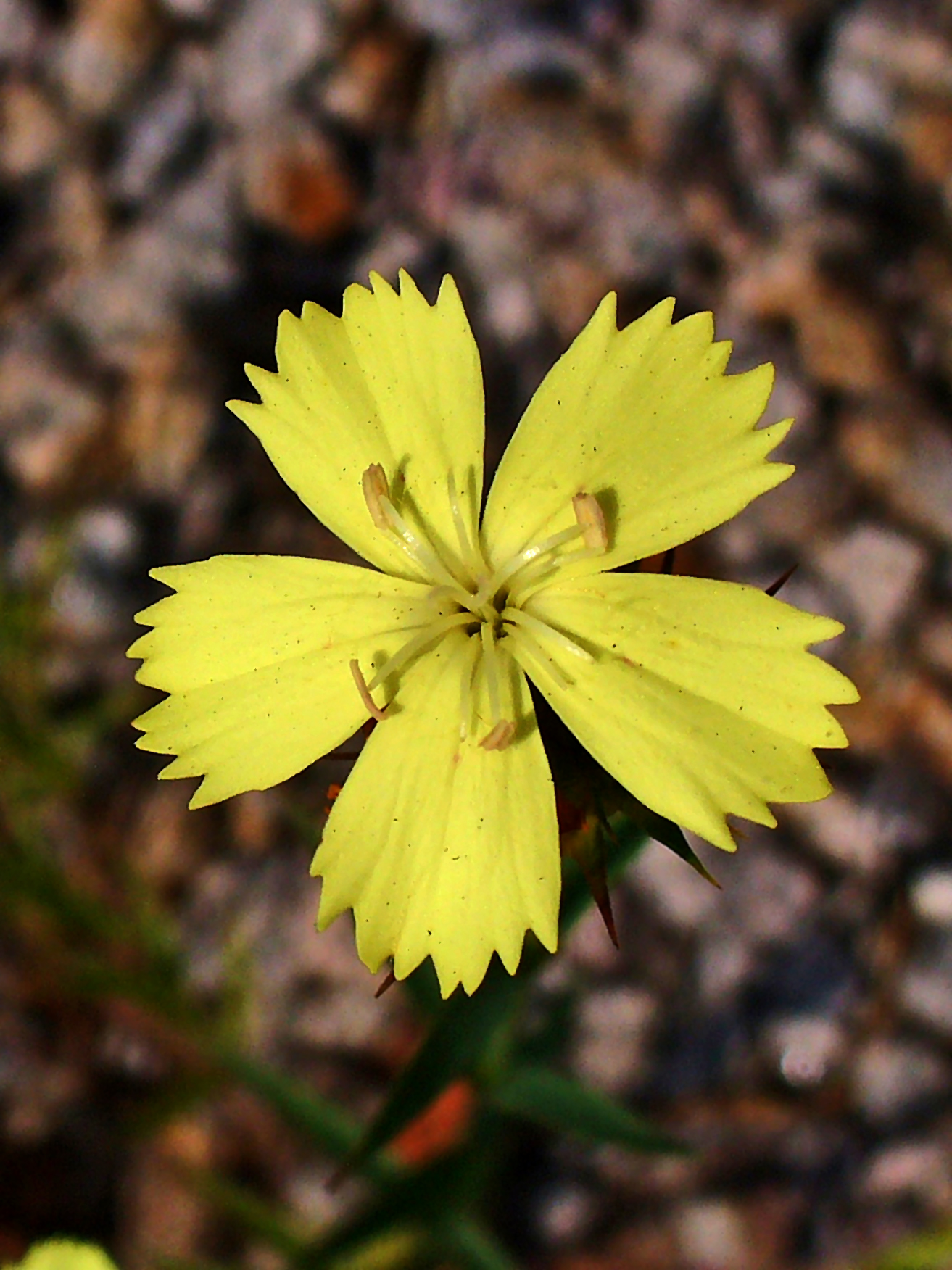
Dianthus knappii

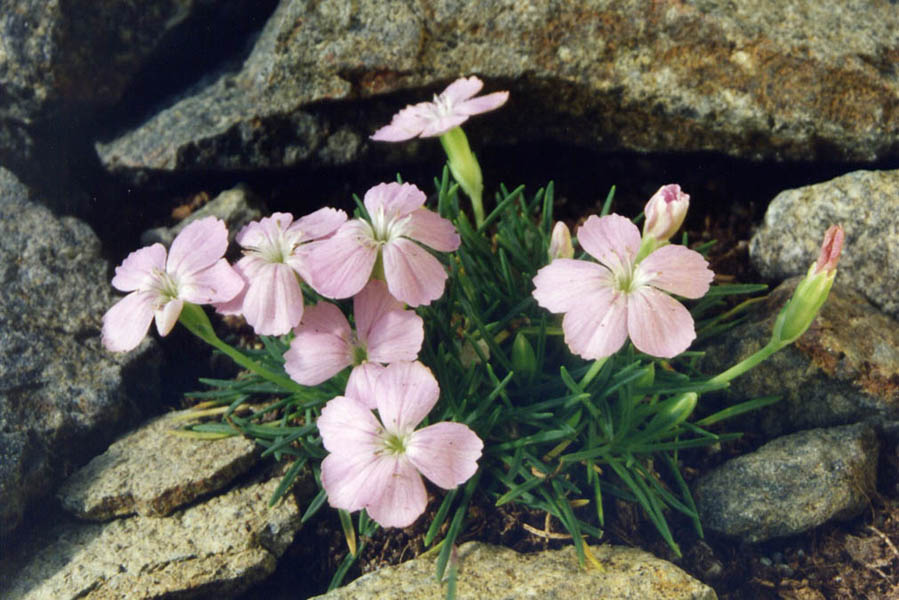
Dianthus microlepis

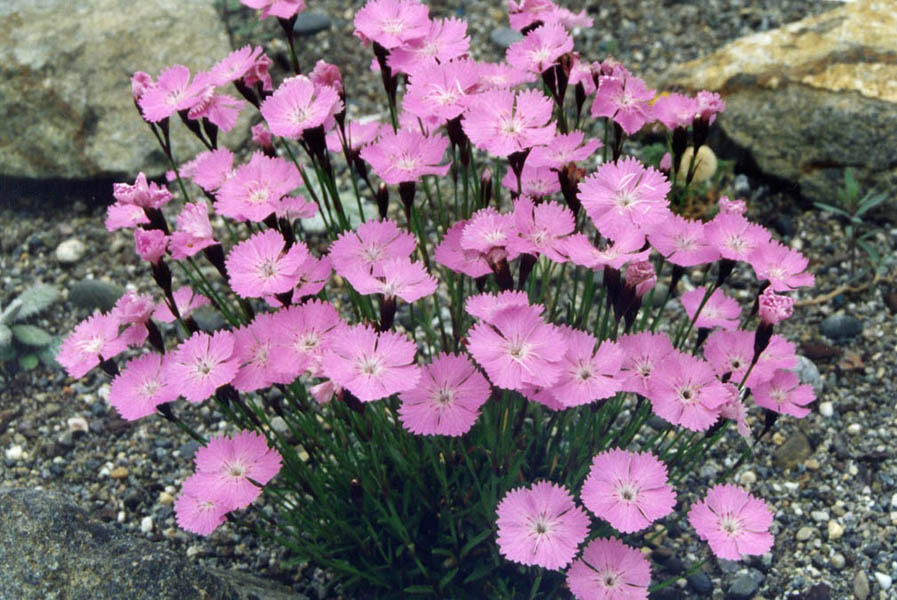
Dianthus nitidus

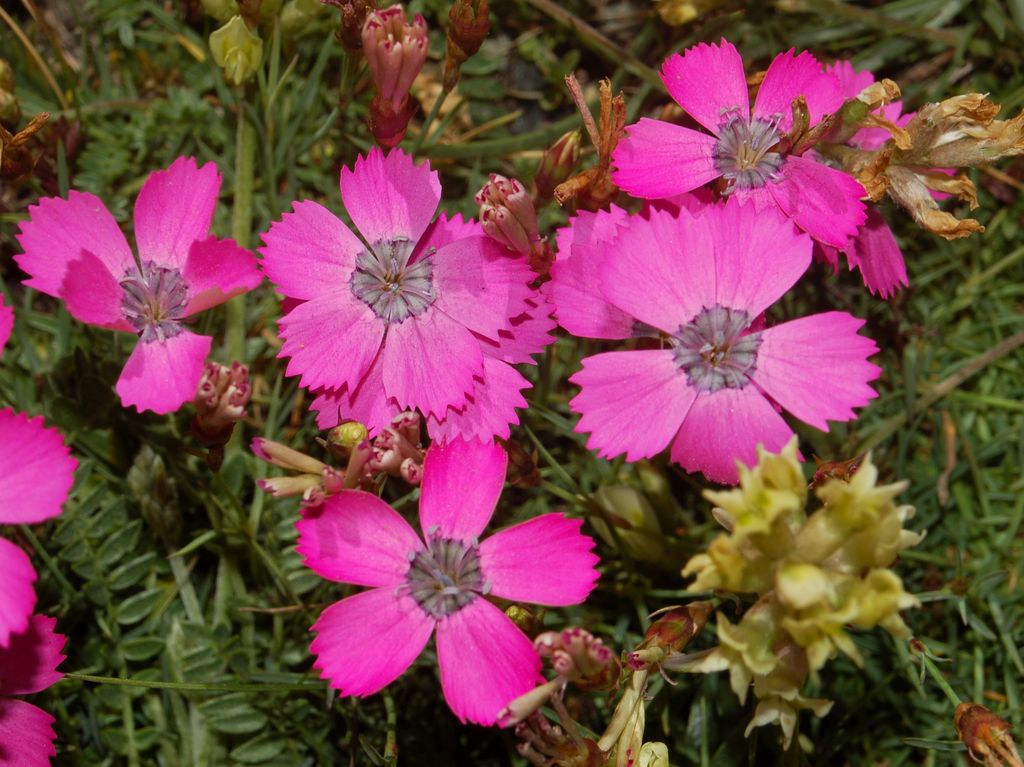
Dianthus pavonius

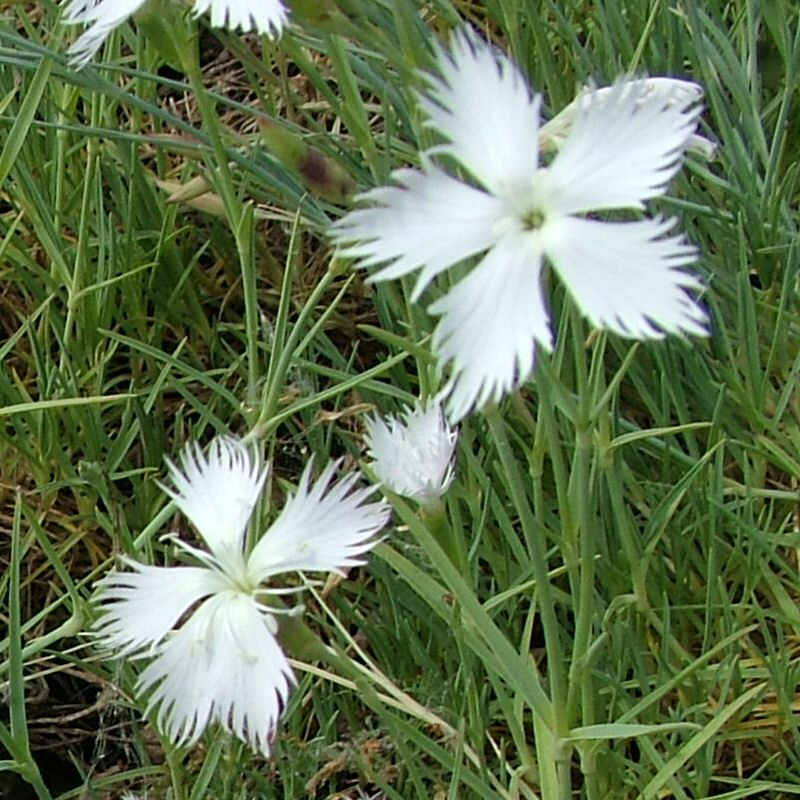
Dianthus plumarius

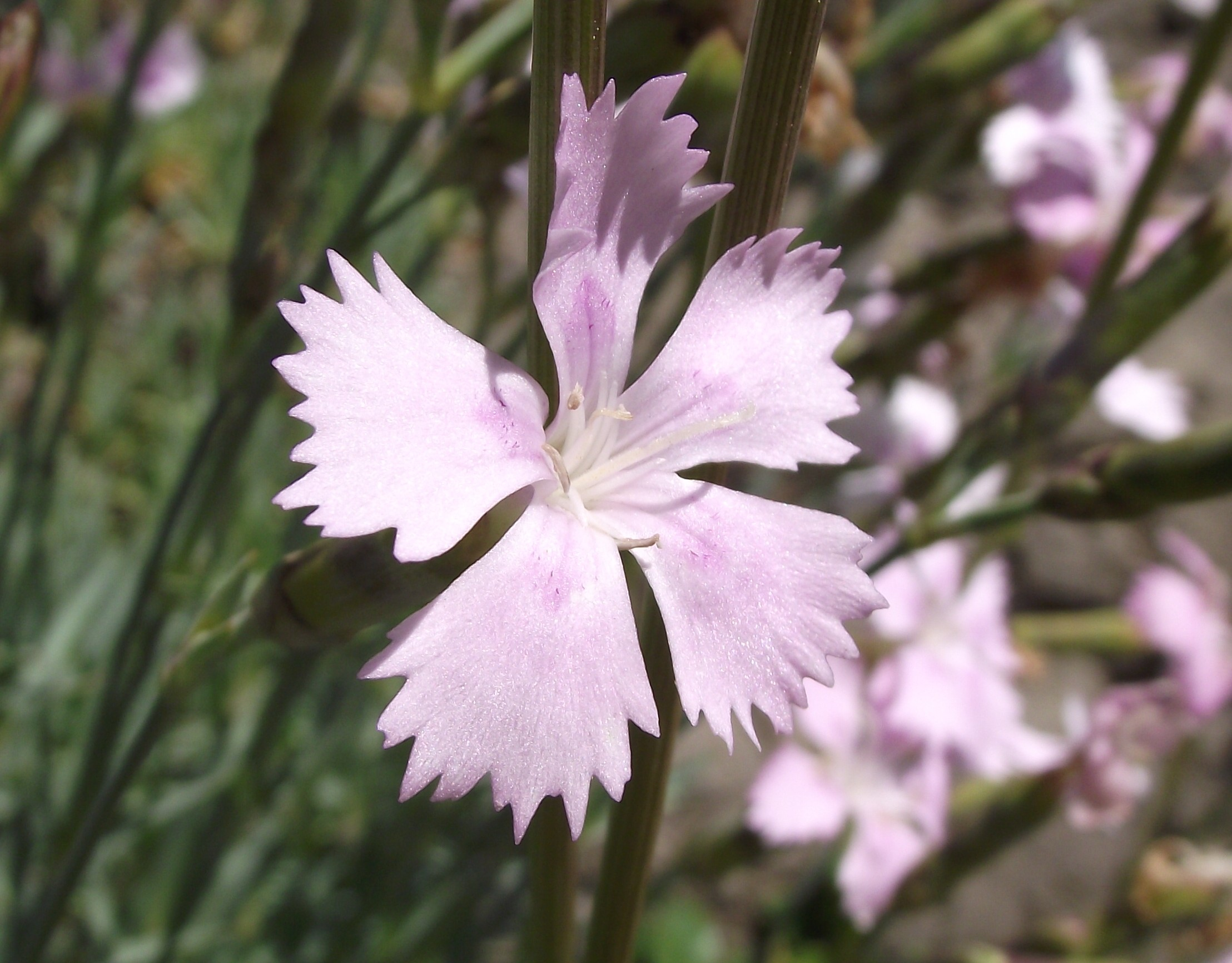
Dianthus pubescens

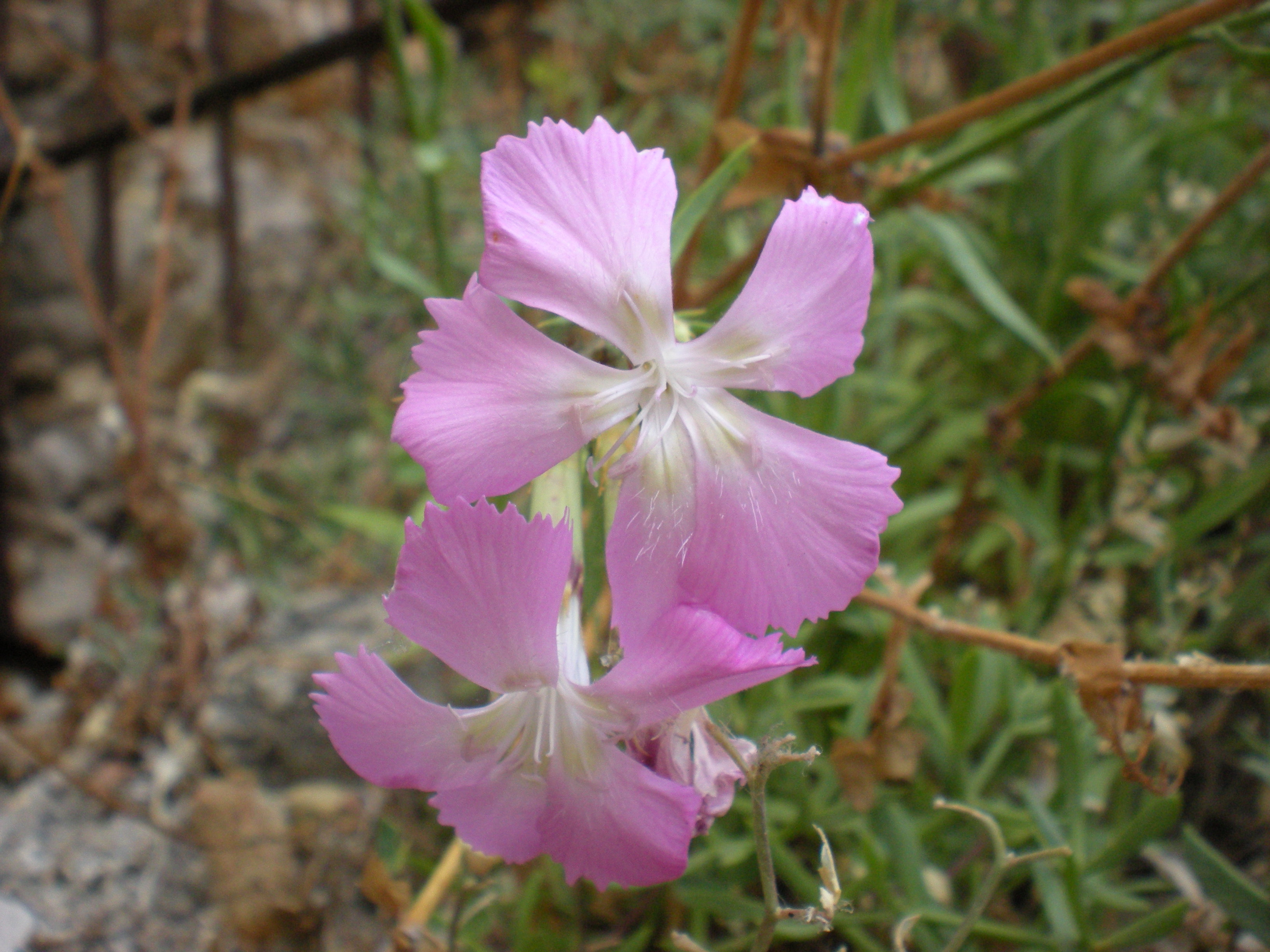
Dianthus rupicola

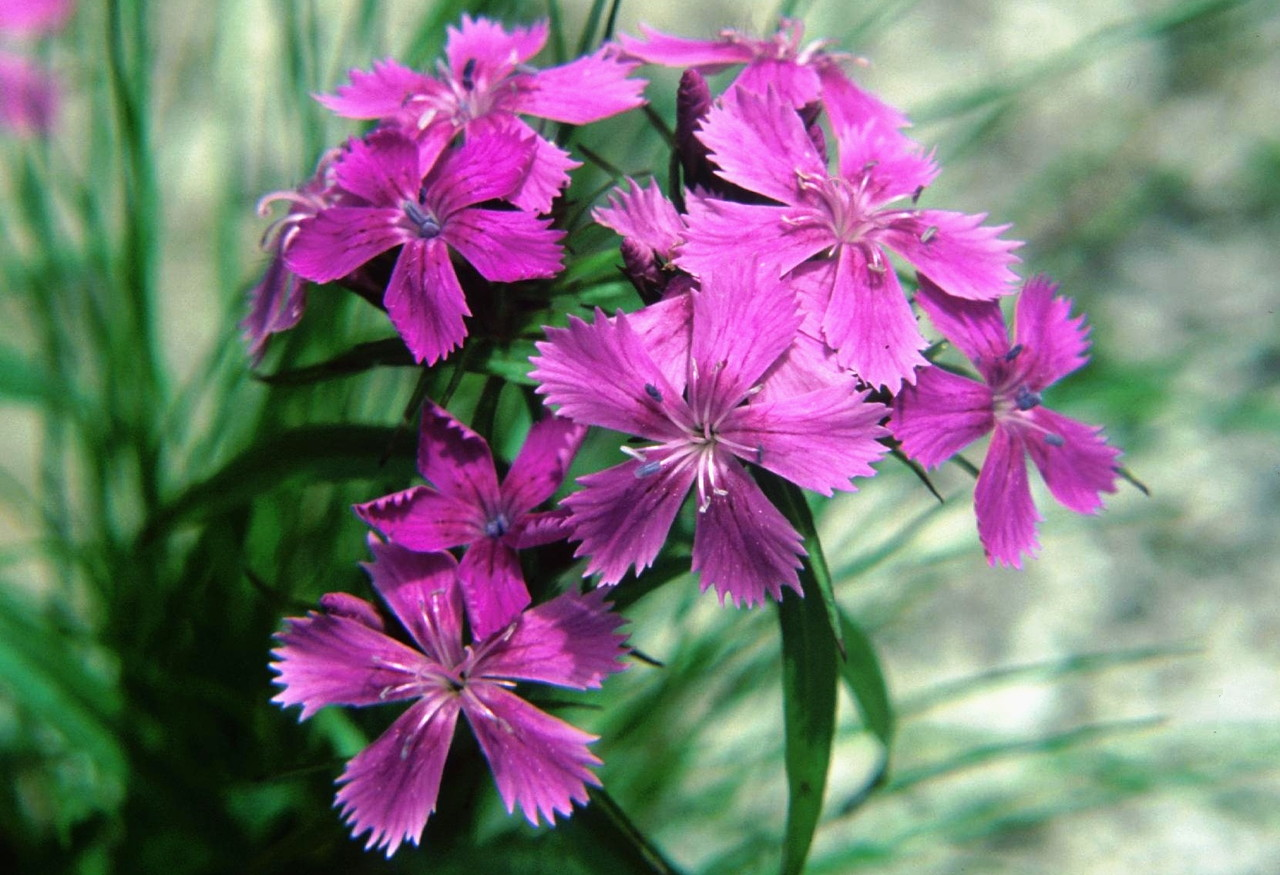
Dianthus shinanensis

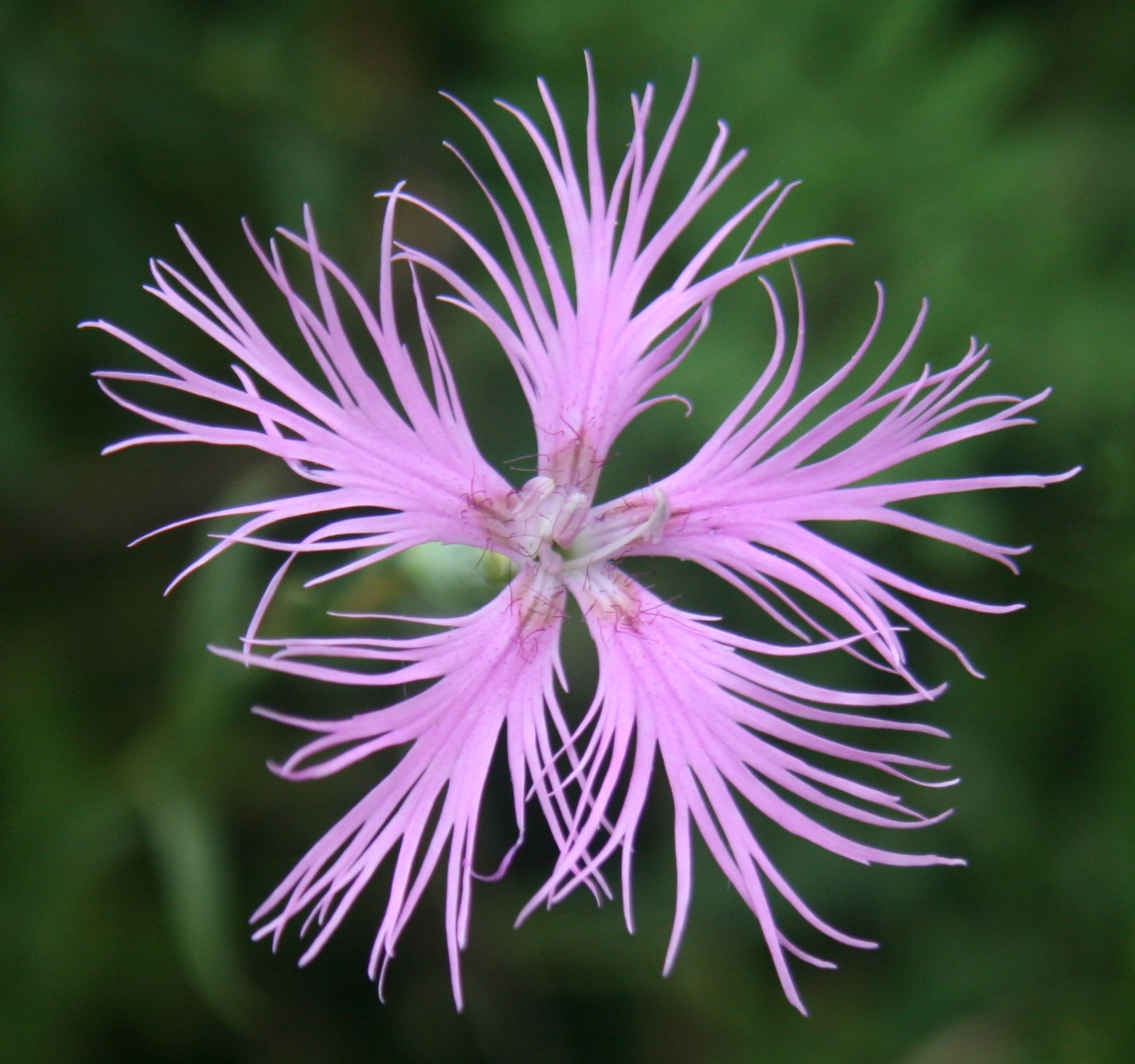
Buglyos szegfű (Dianthus superbus)

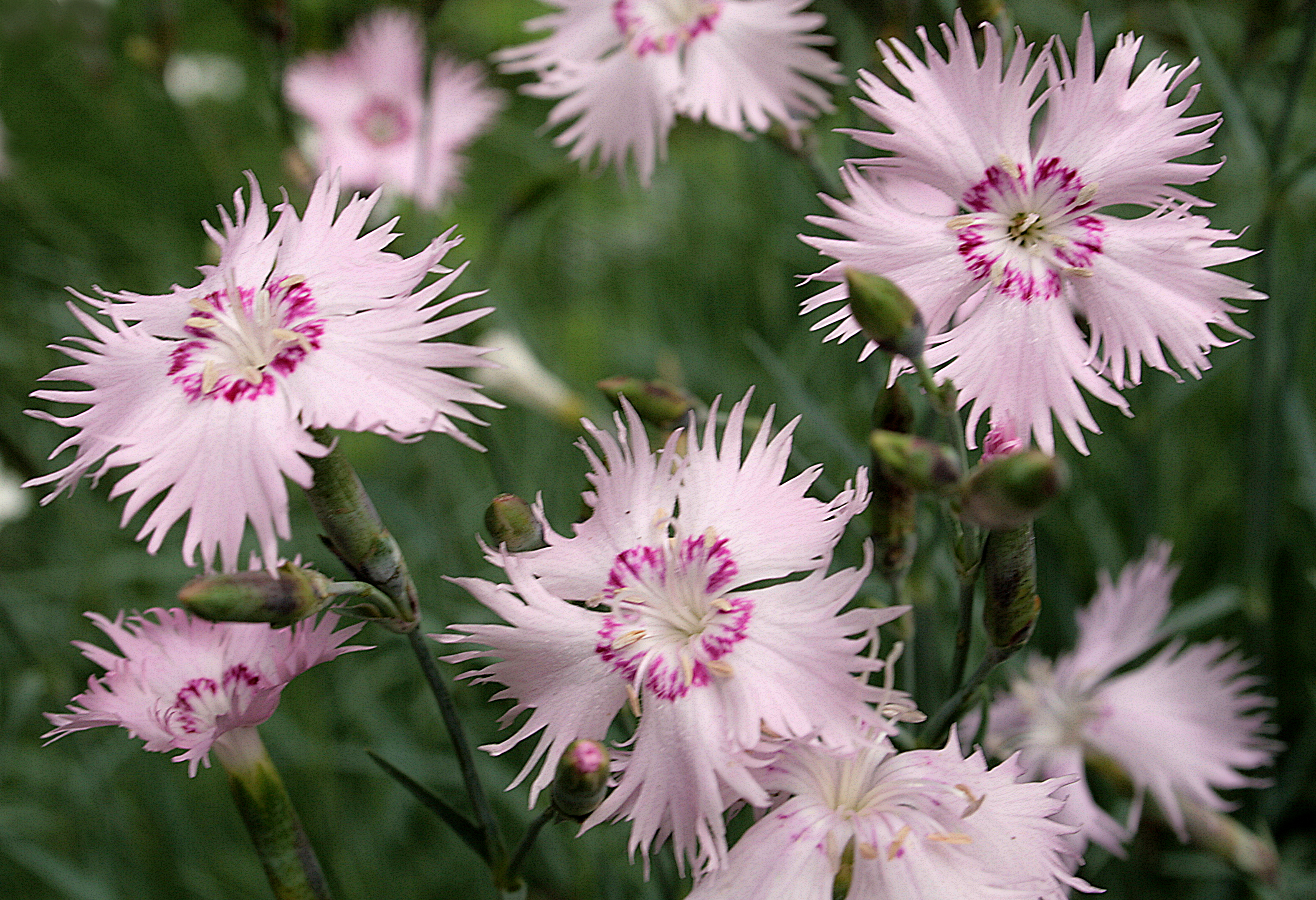
Dianthus uralensis

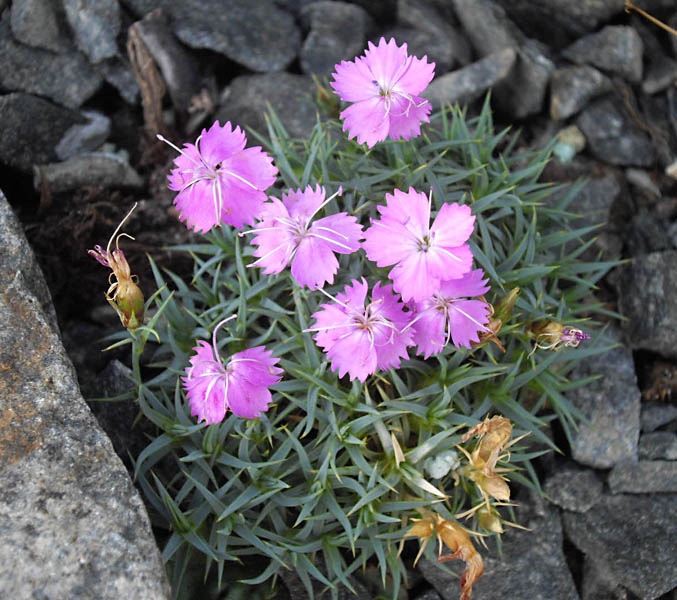
Dianthus webbianus

A szegfű (Dianthus) a szegfűvirágúak (Caryophyllales) rendjébe, ezen belül a szegfűfélék (Caryophyllaceae) családjába tartozó nemzetség.

## Tudnivalók
A szegfű nemzetség igen népes, a mintegy 338 faj főleg az északi félgömb mérsékelt övi területein terjedt el, géncentrumuk a Földközi-tenger környéke.
Valamennyi szegfűre jellemző a forrt, cső alakú, sokerű csésze, legfeljebb a cső közepéig érő 5 cimpával, alján pedig pikkelyszerű fellevelekkel. Általában fénykedvelők.

## Szimbolika
A szegfű már az ókorban is népszerű volt, a Római Birodalomban Jupiter virágát tisztelték benne. Az európai középkorban az állhatatos szerelem, a házasság jelképeként szerepelt; Rembrandt egy híres képe is ekképpen ábrázolja. Manapság gyakran ajándékozzák Anyák napján, esküvőkön, évzárókon és természetesen a szerelmesek.
Latin eredetű angol neve - carnation - egyben a csodálatra, szerelemre, hálára is utal.
Spanyolország nemzeti virága, a Baleár-szigeteken az autonóm tartomány jelképe. Portugáliában az 1974-es vértelen hatalomátvétel névadójává vált (Szegfűs forradalom).

## Rendszerezés
A nemzetségbe az alábbi 338 faj tartozik:
- Dianthus acantholimonoides Schischk.
- Dianthus acicularis Fisch. ex Ledeb.
- Dianthus acrochlonis Stapf
- Dianthus afghanicus Rech.f.
- Dianthus agrostolepis Rech.f.
- Dianthus akdaghensis Gemici & Leblebici
- Dianthus albens Aiton
- Dianthus algetanus Graells ex F.N.Williams
- havasi szegfű (Dianthus alpinus) L.
- Dianthus anatolicus Boiss.
- Dianthus ancyrensis Hausskn. & Bornm.
- Dianthus andronakii Woronow ex Schischk.
- Dianthus androsaceus (Boiss. & Heldr.) Hayek
- Dianthus andrzejowskianus Kulcz.
- Dianthus angolensis Hiern ex F.N.Williams
- Dianthus angrenicus Vved.
- Dianthus angulatus Royle
- Dianthus anticarius Boiss. & Reut.
- balti szegfű (Dianthus arenarius) L.
- szeplős szegfű (Dianthus armeria) L.
- Dianthus arpadianus Ade & Bornm.
- Dianthus arrosti C.Presl
- Dianthus × artignanii Sennen
- Dianthus atlanticus Pomel
- Dianthus attenuatus Pavlov
- Dianthus austroiranicus Lemperg
- Dianthus awaricus Kharadze
- Dianthus aydogdui Menemen & Hamzaoglu
- Dianthus aytachii C.Vural
- Dianthus azkurensis Sosn.
- Dianthus balansae Boiss.
- Dianthus balbisii Ser.
- bánáti szegfű (Dianthus banaticus) Heuff. ex Griseb. & Schenk
- török szegfű (Dianthus barbatus) L.
- Dianthus basianicus Boiss. & Hausskn.
- Dianthus basuticus Burtt Davy
- Dianthus benearnensis Loret
- Dianthus bessarabicus (Kleopow) Klokov
- Dianthus bicolor Adam
- Dianthus biflorus Sm.
- Dianthus binaludensis Rech.f.
- Dianthus bolusii Burtt Davy
- Dianthus borbasii Vandas
- Dianthus brachycalyx A.Huet ex ex Bacch., Brullo, Casti & Giusso
- Dianthus brevicaulis Fenzl
- Dianthus brevipetalus Vved.
- Dianthus broteroi Boiss. & Reut.
- Dianthus brutius Brullo, Scelsi & Spamp.
- Dianthus bucoviensis Klokov
- Dianthus burchellii Ser.
- Dianthus busambrae Soldano & F.Conti
- Dianthus cachemiricus Edgew. & Hook.f.
- Dianthus caespitosus Thunb.
- királykői szegfű (Dianthus callizonus) Schott & Kotschy
- Dianthus campestris M.Bieb.
- Dianthus canescens K.Koch
- Dianthus capitatus J.St.-Hil.
- Dianthus carbonatus Klokov
- Dianthus carmelitarum Reut. ex Boiss.
- barátszegfű (Dianthus carthusianorum) L.
- kerti szegfű (Dianthus caryophyllus) L. - típusfaj
- Dianthus caucaseus Sims
- Dianthus charadzeae Gagnidze & Gvin.
- Dianthus charidemi Pau
- Dianthus chimanimaniensis S.S.Hooper
- kínai szegfű (Dianthus chinensis) L.
- Dianthus cibrarius Clem.
- Dianthus ciliatus Guss.
- Dianthus × cincinnatus Lem.
- Dianthus cinnamomeus Sm.
- Dianthus cintranus Boiss. & Reut.
- dunai szegfű (Dianthus collinus) Waldst. & Kit.
- Dianthus corymbosus Sm.
- Dianthus costae Willk.
- Dianthus × courtoisii Rchb.
- Dianthus crenatus Thunb.
- Dianthus cretaceus Adam
- Dianthus cribrarius Clementi
- Dianthus crinitus Sm.
- Dianthus cruentus Griseb.
- Dianthus cyathophorus Moris
- Dianthus cyprius A.K.Jacks. & Turrill
- Dianthus cyri Fisch. & C.A.Mey.
- Dianthus daghestanicus Kharadze
- Dianthus darvazicus Lincz.
- réti szegfű (Dianthus deltoides) L.
- Dianthus denaicus Assadi
- Dianthus deserti Kotschy
- Dianthus desideratus Strid
- Dianthus diffusus Sm.
- Dianthus dilepis Rech.f.
- tartós szegfű (Dianthus diutinus) Kit.
- Dianthus diversifolius Assadi
- Dianthus dmanissianus M.L.Kuzmina
- Dianthus dobrogensis Prodán
- Dianthus edetanus (M.B.Crespo & Mateo) M.B.Crespo & Mateo
- Dianthus elatus Ledeb.
- Dianthus elbrusensis Kharadze
- Dianthus eldivenus Czeczott
- Dianthus elegans d'Urv.
- Dianthus elymaiticus Hausskn. & Bornm.
- Dianthus engleri Hausskn. & Bornm.
- Dianthus eretmopetalus Stapf
- Dianthus ernesti-mayeri Micevski & Matevski
- Dianthus erythrocoleus Boiss.
- Dianthus eugeniae Kleopow
- Dianthus excelsus S.S.Hooper
- Dianthus falconeri Edgew. & Hook.f.
- Dianthus × fallens Timb.-Lagr.
- Dianthus ferrugineus Mill.
- Dianthus floribundus Boiss.
- Dianthus formanekii Borbás ex Formánek
- Dianthus fragrans M.Bieb.
- Freyn-szegfű (Dianthus freynii) Vandas
- Dianthus fruticosus L.
- Dianthus furcatus Balb.
- Dianthus gallicus Pers.
- Dianthus gasparrinii Guss.
- nagy szegfű (Dianthus giganteiformis) Borbás
- Dianthus giganteus d'Urv.
- hószéli szegfű (Dianthus glacialis) Haenke
- Dianthus glutinosus Boiss. & Heldr.
- Dianthus goerkii Hartvig & Strid
- Dianthus gracilis Sm.
- Dianthus graminifolius C.Presl
- Dianthus graniticus Jord.
- Dianthus gratianopolitanus Vill.
- Dianthus grossheimii Schischk.
- Dianthus guessfeldtianus Muschl.
- Dianthus guliae Janka
- Dianthus guttatus M.Bieb.
- Dianthus gyspergerae Rouy
- Dianthus haematocalyx Boiss. & Heldr.
- Dianthus hafezii Assadi
- Dianthus harrissii Rech.f.
- Dianthus helenae Vved.
- Dianthus × hellwigii Borbás ex Asch.
- Dianthus × helveticorum M.Laínz
- Dianthus henteri Heuff. ex Griseb. & Schenk
- Dianthus hoeltzeri C.Winkl.
- Dianthus holopetalus Turcz.
- Dianthus humilis Willd. ex Ledeb.
- Dianthus hymenolepis Boiss.
- Dianthus hypanicus Andrz.
- Dianthus hyrcanicus Rech.f.
- Dianthus hyssopifolius L.
- Dianthus imereticus (Rupr.) Schischk.
- Dianthus inamoenus Schischk.
- Dianthus ingoldbyi Turrill
- Dianthus integer Vis.
- Dianthus jacobsii Rech.f.
- Dianthus jacquemontii Edgew. & Hook.f.
- Dianthus × jaczonis Asch.
- Dianthus japigicus Bianco & S.Brullo
- Dianthus japonicus Thunb.
- Dianthus jaroslavii Galushko
- Dianthus × javorkae Kárpáti
- Dianthus juniperinus Sm.
- Dianthus juzeptchukii M.L.Kuzmina
- Dianthus kapinaensis Markgr. & Lindtner
- Dianthus karami (Boiss.) Mouterde
- Dianthus karataviensis Pavlov
- Dianthus kastembeluensis Freyn & Sint.
- Dianthus ketzkhovelii Makaschv.
- Dianthus khamiesbergensis Sond.
- Dianthus kirghizicus Schischk.
- Dianthus kiusianus Makino
- Dianthus klokovii Knjasev
- Dianthus knappii (Pant.) Asch. & Kanitz ex Borbás
- Dianthus kubanensis Schischk.
- Dianthus kuschakewiczii Regel & Schmalh.
- Dianthus kusnezowii Marcow.
- Dianthus lactiflorus Fenzl
- Dianthus laingsburgensis S.S.Hooper
- Dianthus lanceolatus Steven ex Rchb.
- Dianthus langeanus Willk.
- Dianthus laricifolius Boiss. & Reut.
- Dianthus legionensis (Willk.) F.N.Williams
- Dianthus lenkoranicus Kharadze
- Dianthus leptoloma Steud. ex A.Rich.
- Dianthus leptopetalus Willd.
- Dianthus leucophaeus Sm.
- Dianthus leucophoeniceus Dörfl. & Hayek
- Dianthus libanotis Labill.
- Dianthus lindbergii Riedl
- Dianthus longicalyx Miq.
- Dianthus longicaulis Ten.
- Dianthus longiglumis Delile
- Dianthus longivaginatus Rech.f.
- Dianthus × lorberi Kubát & Abtová
- Dianthus lusitanus Brot.
- Dianthus lydus Boiss.
- Dianthus macranthoides Hausskn. ex Bornm.
- Dianthus macranthus Boiss.
- Dianthus marschallii Schischk.
- Dianthus martuniensis M.L.Kuzmina
- Dianthus masmenaeus Boiss.
- Dianthus mazanderanicus Rech.f.
- Dianthus × melandrioides Pau
- Dianthus membranaceus Borbás
- Dianthus mercurii Heldr.
- Dianthus micranthus Boiss. & Heldr.
- apró szegfű (Dianthus microlepis) Boiss.
- Dianthus micropetalus Ser.
- Dianthus moesiacus Vis. & Pancic
- Dianthus monadelphus Vent.
- Dianthus monspessulanus L.
- Dianthus mooiensis B.S.Williams
- Dianthus morisianus Vals.
- Dianthus mossanus Bacch., Brullo
- Dianthus multicaulis Boiss. & A.Huet
- Dianthus multiceps Costa ex Willk.
- Dianthus multisquamatus F.N.Williams
- Dianthus multisquameus Bondarenko & R.M.Vinogr.
- Dianthus muschianus Kotschy ex Boiss.
- Dianthus myrtinervius Griseb.
- Dianthus namaensis Schinz
- Dianthus nangarharicus Rech.f.
- Dianthus nanshanicus Chang Y.Yang & L.X.Dong
- Dianthus nardiformis Janka
- Dianthus nihatii Güner
- fényes szegfű (Dianthus nitidus) Waldst. & Kit.
- Dianthus nodosus Tausch
- Dianthus orientalis Adams
- Dianthus oschtenicus Galushko
- Dianthus paghmanicus Rech.f.
- Dianthus palinensis S.S.Ying
- Dianthus pallens Sibth. & Sm.
- Dianthus pallidiflorus Ser.
- Dianthus pamiralaicus Lincz.
- Dianthus patentisquameus Bondarenko & R.M.Vinogr.
- Dianthus pavlovii Lazkov
- Dianthus pavonius Tausch
- Dianthus pelviformis Heuff.
- Dianthus pendulus Boiss. & Blanche
- Dianthus persicus Hausskn.
- aldunai szegfű (Dianthus petraeus) Waldst. & Kit.
- Dianthus pinifolius Sm.
- tollas szegfű (Dianthus plumarius) L.
- magyar szegfű (Dianthus pontederae)
- Dianthus plumbeus Schischk.
- Dianthus polylepis Bien. ex Boiss.
- Dianthus polymorphus M.Bieb.
- Dianthus pratensis M.Bieb.
- Dianthus pseudarmeria M.Bieb.
- Dianthus pseudobarbatus Bess. ex Ledeb.
- Dianthus pungens L.
- Dianthus purpureimaculatus Podlech
- Dianthus pygmaeus Hayata
- Dianthus pyrenaicus Pourr.
- Dianthus raddeanus Vierh.
- Dianthus ramosissimus Pall. ex Poir.
- Dianthus recognitus Schischk.
- Dianthus repens Willd.
- Dianthus rigidus M.Bieb.
- Dianthus robustus Boiss. & Kotschy
- Dianthus roseoluteus Velen.
- Dianthus rudbaricus Assadi
- Dianthus rupicola Biv.
- Dianthus ruprechtii Schischk. ex Grossh.
- Dianthus sachalinensis Barkalov & Prob.
- Dianthus saetabensis Rouy
- Dianthus sahandicus Assadi
- Dianthus sardous Bacch., Brullo, Casti & Giusso
- Dianthus × saxatilis F.W.Schmidt
- Dianthus scaber Chaix
- balkáni szegfű (Dianthus scardicus) Wettst.
- Dianthus schemachensis Schischk.
- Dianthus seguieri Vill.
- Dianthus seidlitzii Boiss.
- Dianthus semenovii (Regel & Herder) Vierh.
- Dianthus seravschanicus Schischk.
- Dianthus serbicus (Wettst.) Hayek
- kései szegfű (Dianthus serotinus) Waldst. & Kit.
- Dianthus serratifolius Sm.
- Dianthus serrulatus Desf.
- Dianthus sessiliflorus Boiss.
- Dianthus setisquameus Hausskn. & Bornm.
- Dianthus shinanensis (Yatabe) Makino
- Dianthus siculus C.Presl
- Dianthus simulans Stoj. & Stef. ex Stef. & Jordanov
- Dianthus sinaicus Boiss.
- Dianthus siphonocalyx Blakelock
- Dianthus sphacioticus Boiss. & Heldr.
- Dianthus spiculifolius Schur
- Dianthus squarrosus M.Bieb.
- Dianthus stamatiadae Rech.f.
- Dianthus stapfii Lemperg
- Dianthus stellaris Camarda
- Dianthus stenocephalus Boiss.
- Dianthus stenopetalus Griseb.
- Dianthus stepanovae Barkalov & Prob.
- Dianthus sternbergii Sieber ex Capelli
- Dianthus stramineus Boiss. & Heldr.
- Dianthus stribrnyi Velen.
- Dianthus strictus Banks ex Sol.
- Dianthus strymonis Rech.f.
- Dianthus subacaulis Vill.
- Dianthus subaphyllus (Lemperg) Rech.f.
- Dianthus × subfissus Rouy & Foucaud
- Dianthus subscabridus Lincz.
- buglyos szegfű (Dianthus superbus) L.
- Dianthus sylvestris Wulfen
- Dianthus szowitisianus Boiss.
- Dianthus tabrisianus Bien. ex Boiss.
- Dianthus talyschensis Boiss. & Buhse
- Dianthus tarentinus Lacaita
- Dianthus tenuiflorus Griseb.
- Dianthus thunbergii S.S.Hooper
- Dianthus tianschanicus Schischk.
- Dianthus tichomirovii Devyatov, Taisumov & Teimurov
- Dianthus tlaratensis Husseinov
- Dianthus toletanus Boiss. & Reut.
- Dianthus transvaalensis Burtt Davy
- Dianthus trifasciculatus Kit.
- Dianthus tripunctatus Sm.
- Dianthus tristis Velen.
- Dianthus turkestanicus Preobr.
- Dianthus tymphresteus (Boiss. & Spruner) Heldr. & Sart. ex Boiss.
- Dianthus ugamicus Vved.
- Dianthus uniflorus Forssk.
- Dianthus uralensis Korsh.
- Dianthus urumoffii Stoj. & Acht.
- Dianthus uzbekistanicus Lincz.
- Dianthus vigoi M.Laínz
- Dianthus virgatus Pasq.
- Dianthus viridescens Clem.
- Dianthus viscidus Bory & Chaub.
- Dianthus vladimirii Galushko
- Dianthus volgicus Juz.
- Dianthus vulturius Guss. & Ten.
- Dianthus zederbaueri Vierh.
- Dianthus zeyheri Sond.
- Dianthus zonatus Fenzl
- Dianthus × warionii Bucq. & Timb.-Lagr.
- Dianthus webbianus Parl. ex Vis.
- Dianthus woroschilovii Barkalov & Prob.
- Dianthus xylorrhizus Boiss. & Heldr.